# Brankov most
Brankov most (serbisch-kyrillisch Бранков мост, deutsch: Brankobrücke) ist nach der Gazela die zweitlängste Brücke in Belgrad und verbindet den Kern der serbischen Hauptstadt über die Save mit dem Stadtteil Novi Beograd.

## Bau

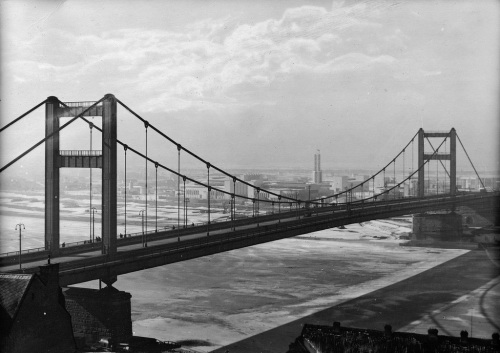
König-Aleksandar-Brücke (1936)

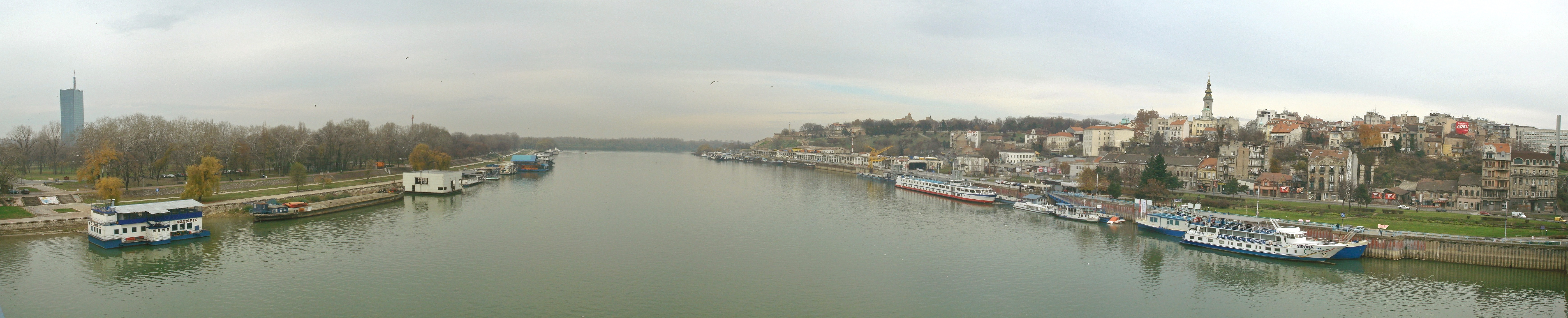
Panoramablick von der Brücke

Die Brücke ersetzte die am 16. Dezember 1934 eröffnete und 1941 zerstörte König-Alexander-Brücke, eine von der Gutehoffnungshütte errichtete Hängebrücke. Die Pylone hatten eine Höhe von 33 Metern über der 12 Meter breiten Fahrbahn, die unter anderem zwei Straßenbahngleise aufwies.
Beim Bau der neuen Brücke wurden die Unterbauten der von Ivan Meštrović im serbisch-byzantinischen Stil dekorierten früheren Brücke genutzt. Sie trägt auf zwei getrennten Überbauten eine autobahnähnliche Straße mit drei Fahrspuren in jeder Richtung. Der zweite Überbau wurde 1979 fertiggestellt.
Die Brücke ist rund 450 m lang und aus vollwandigen Stahlträgern gebaut. Ihre Hauptspannweite beträgt 261 m, die Seitenspannweiten jeweils 75 m. Die Hauptträger weisen eine maximale Stegblechhöhe von 9,6 m über den Strompfeilern auf. Das Bauwerk wird täglich von annähernd 90.000 Fahrzeugen befahren und Verkehrsstaus sind häufig.
Der Bau der Brücke wurde 1956 vom deutschen Unternehmen MAN errichtet. Zum Zeitpunkt der Inbetriebnahme war sie die Balkenbrücke mit der längsten Stützweite in der Welt. Die Belgrader Gesellschaft Mostprojekt übernahm in den 1970er-Jahren die Aufgabe, die Brückenkapazität zu verdoppeln. Projektleiter war Danilo Dragojević.

## Name
Der Name der Brücke ist inoffiziell und steht am Ende einer bizarren Kette von Ereignissen. Der offizielle Name während der kommunistischen Herrschaft war Brücke der Brüderlichkeit und Einheit (Most bratstva i jedinstva), aber der Name setzte sich in der Bevölkerung nicht durch: Sie wurde meist „Brücke in der Branko-Straße“ (nach Branko Radičević, einem serbischen romantischen Dichter), oder Savski most/Savabrücke genannt. Die Bezeichnung Brankov most setzte sich endgültig durch, nachdem ein anderer Schriftsteller, Branko Ćopić, mit einem Sprung von der Brücke am 26. März 1984 Selbstmord beging.